# Body (lingerie)
Pour l’article homonyme, voir Body.

Forme de body

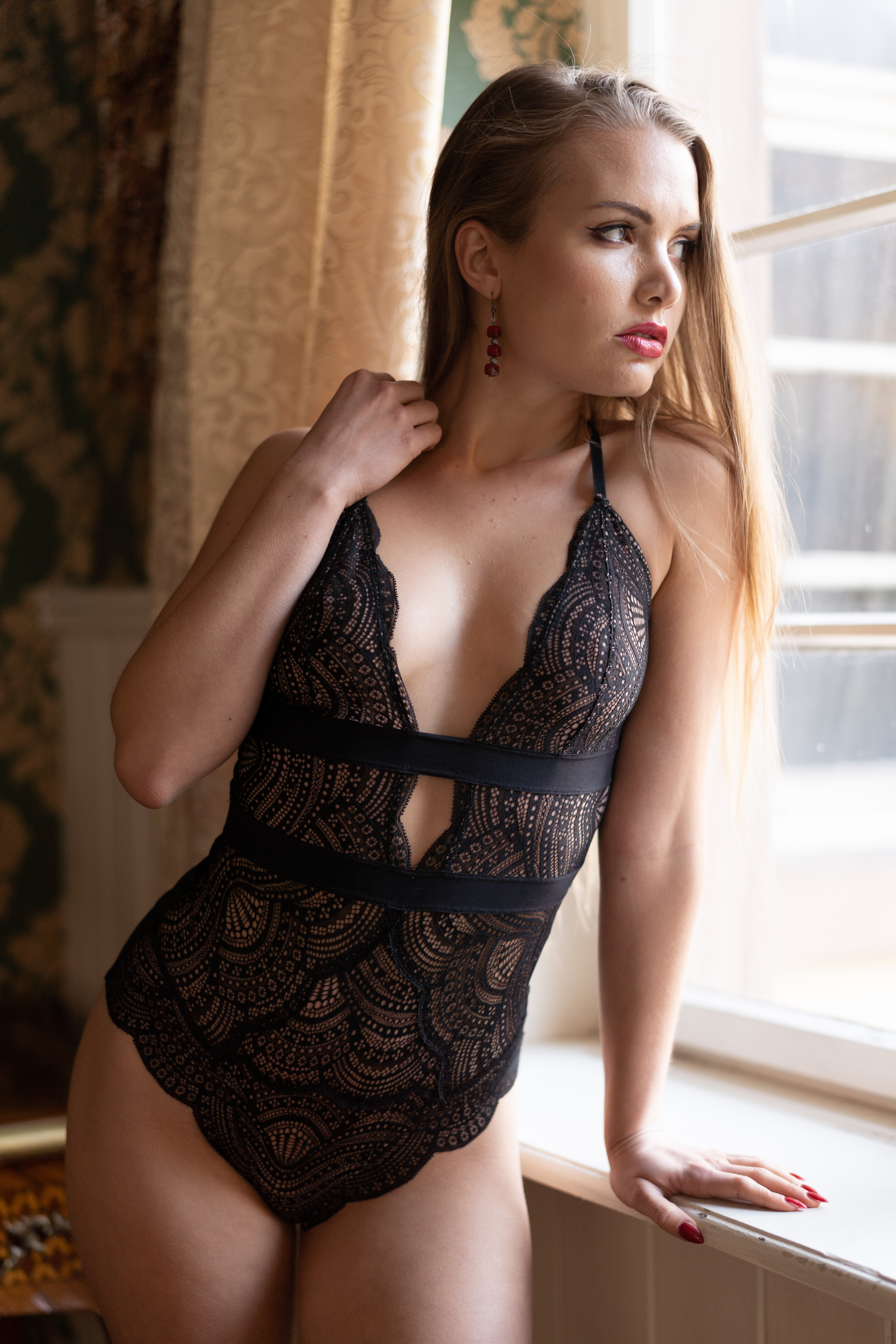

Un body est un sous-vêtement moulant, qui couvre tout le tronc d'une seule pièce (comme un maillot de bain une pièce), sans manche. Une ouverture à deux ou trois pressions située à l'entrejambe relie l'avant à l'arrière du body. Il tire son nom de l'anglais (corps) car il recouvre tout le haut du corps.

## Présentation
À l'origine, ce vêtement moulant se nomme « maillot » et aurait été conçu au début du XIXe siècle par M. Maillot, bonnetier fournisseur de l'Opéra Garnier afin de couvrir décemment les danseuses. Durant ce siècle, le maillot en jersey se popularise chez les sportifs, essentiellement masculins, pour de multiples activités comme la gymnastique, la natation ou le culturisme.
Dans les années 1930, le maillot quitte le monde du sport masculin, devenant, comme le maillot de bain, largement sexualisé.
Le premier body reconnu est porté par Bettie Page dans les années 1950. Mais c'est surtout par son utilisation par les Bunny girls, ainsi que par Wonder Woman avec son body-armure que celui-ci est popularisé.
Le body peut se porter en sous-vêtement dans la vie courante, par exemple en complément d'un tailleur. Les matières évoluent au cours des décennies. Il connait son heure de gloire dans les années 1980 avec la mode fitness (en), mélange de praticité et d'esthétisme, poussé par Gym Tonic ou les K7-vidéos de Jane Fonda. Azzedine Alaïa et Donna Karan se l'approprient, en faisant un élément clef de leurs créations.

### Composition
Les bodys peuvent être constitués de différents textiles : coton, dentelle, nylon, etc. En général, les textiles des bodys comportent une fibre extensible comme l'élasthanne (ou lycra, marque commerciale déposée par la société DuPont), pour un meilleur ajustement à la forme du corps.

### Forme et structure des bodys
Il existe principalement les formes suivantes :
- body-slip, body-string,
- col rond, col roulé
- manches longues, manches courtes, sans manches,
- avec armatures, sans armatures.

Les bodys, souvent confondus avec les justaucorps, connaissent toutefois bon nombre de variantes, mais historiquement le body est sans manches et sans col.